# Forward Bloc (Socialist)
Forward Bloc (Socialist), en utbrytargrupp ur All India Forward Bloc. FB(S) existerade kring 1996-1998. Partiet hade sin bas främst i norra Västbengalen. 
I valet till Lok Sabha 1996 hade FB(S) lanserat två kandidater från Västbengalen. Hiten Barman från Cooch Behar fick 145 078 (15,56%) och Mihir Kumar Roy fick 27 607 röster (3,09%) i Jalpaiguri.I delstatsvalet i Västbengalen 1996 hade FB(S) lanserat 20 kandidater, som tillsammans fick 123 316 röster. Partiet lyckades få en av sina kandidater vald, Kamal Guha från Dinhata (70 531 röster, 49,58%).
I valet till Lok Sabha 1998 var FB(S) allierat med Kongresspartiet. Partiet lanserade en kandidat i Cooch Behar i norra Västbengalen, med stöd från Kongresspartiet. Kandidaten, Gobinda Roy, kom på andraplats med 272 974 röster (30,16%). Senare återförenades FB(S) med AIFB.
Idag är Kamal Guha Västbengalens jordbruksminister och delstatsordförande för AIFB.